# Creagrutus magoi
Creagrutus magoi es una especie de pez de la familia Characidae en el orden de los Characiformes.

## Morfología
Los machos pueden llegar alcanzar los 6,5 cm de longitud
total.

## Hábitat
Vive en zonas de clima tropical.

## Distribución geográfica
Se encuentran en Sudamérica:  cuencas de los ríos Chaviripa y Parguaza (afluentes de la orilla derecha del río Orinoco).